# Макменами, Кристен
Кристен Макменами (англ. Kristen McMenamy, род. 13 декабря 1966, Истон, Пенсильвания, США) — американская фотомодель и актриса, прославившаяся благодаря своей необычной, андрогинной внешности. В начале 1990-х рыжеволосая фэшн-фотомодель кардинально изменила свой имидж: она коротко подстригла волосы и перекрасила их в чёрный цвет, а также сбрила брови. После фотосессии в журнале Vogue под названием «Grunge & Glory», снятой фотографом Стивеном Мизелем, Макменами стала восприниматься как неофициальное «лицо гранжа» — андеграундного музыкального направления, которое было крайне популярно в то время.

## Биография
Макменами родилась в городе Истон, штат Пенсильвания, также небольшой период детства провела в Буффало, штат Нью-Йорк. Она была третьим ребёнком (из семи) в ирландско-американской католической семье. Макменами хорошо училась в школе (Notre Dame High School), однако одноклассники часто дразнили её, называя «скелетом», из-за долговязого телосложения и худощавости. Поступив в колледж, девушка вскоре бросила учёбу, чтобы продолжить карьеру в модельном бизнесе. Переехав в Нью-Йорк, Макменами столкнулась со скептическим отношением к своей кандидатуре со стороны различных модельных агентств, которые не спешили заключать с девушкой контракт. Тем не менее, она продолжала пытаться осуществить свою мечту. Впоследствии она говорила: «Меня все отвергли. Но я была одержима! Это было единственное, к чему я стремилась, и я очень сильно этого хотела. Я была подобна вцепившемуся зубами бульдогу».

## Карьера
В самом начале своей карьеры, во время встречи с модельным агентом Эйлин Форд, Макменами было предложено подумать о пластической хирургии. Несмотря на это, девушке удалось заключить свой первый контракт с модельным агентством, после чего она отправилась работать в Париж. Несколько лет спустя Макменами подписала соглашение с Elite Model Management, а затем с Ford Models. В период с 1985 по 1998 год Макменами сотрудничала с многими ведущими мировыми дизайнерами и международными модными домами, такими как Версаче, Армани, Valentino, Тодд Олдхэм, Christian Dior, Соня Рикель, Dolce & Gabbana, Жан-Поль Готье, Джанфранко Ферре, Lanvin, Айзек Мизрахи, Ёдзи Ямамото, Тьерри Мюглер, Comme des Garçons, Chloé и Moschino.
На раннем этапе своей модельной карьеры Макменами познакомилась с двумя мужчинами, которые сыграли важную роль на её пути к успеху: фотографом Петером Линдбергом, с которым она много работала, и главным дизайнером Chanel Карлом Лагерфельдом, для которого она стала музой. Одним из первых её модных показов кампаний была весенне-летняя коллекция 1985 года от Chanel. В том же году она приняла участие в фотосессии для рекламной кампании бренда Jil Sander, где фотографом выступил Линдберг, а также снялась в рекламной кампании для модного дома Byblos. В 1986 году её фотография, сделанная Санте Д'Оразио, была включена в книгу «A Day in the Life of America».
Макменами также работала со многими другими модными фотографами, включая Хельмута Ньютона, Ричарда Аведона, Стивена Мейзеля, Эллен фон Унверт, Артура Элгорта, Паоло Роверси, Патрика Демаршелье, Жан-Батиста Мондино, Тима Уолкера и Юргена Теллера. Она стала музой Теллера, который назвал её лучшей моделью, с которой он когда-либо работал.
В 1991 году Макменами снялась в рекламной кампании для весенне-летней коллекции Клода Монтаны, а также для осенне-зимней рекламной кампании итальянского модного дома Fendi — в паре с моделью Клаудией Мейсон. В прессе писали, что «во времена супермоделей Макменами была первой красавицей с эксцентричной и необычной внешностью, которая пробилась через множество моделей с имиджем классических красавиц и снялась для обложек „Vogue“ и других известных журналов». На протяжении своей карьеры Макменами также позировала для обложек таких изданий, как Harper’s Bazaar, Vanity Fair, People, Interview, Elle, V, Dazed & Confused, LOVE, i-D, The Face, W, Women's Wear Daily и Newsweek.
Макменами известна своей превосходной манерой дефилирования, её сравнивали с «вампиром, останавливающимся, чтобы принять гипертрофированные позы». В 1992 году Макменами коротко постригла свои длинные рыжие волосы и перекрасила их в чёрный цвет, также визажист Франсуа Нарс сбрил ей брови — специально для осенне-зимнего показа дизайнера Анны Суи, в итоге появление девушки на подиуме «открыло эру гранжа» как визуального образа. Трансформация имиджа Макменами сделала её знаменитой, а её карьера получила мощный рывок. С этого момента образ Макменами стал ассоциироваться с андрогинностью и модным стилем «гамин».
В октябре 1992 года она открыла показ женской одежды Versace весна/лето 1993 года, а позже появилась в рекламной кампании этой коллекции — фотографа Аведона (англ. Avedon). В декабре 1992 года Макменами снялась в гранжевой фотосессии журнала Vogue под названием «Grunge & Glory», фотографии которой были сделаны Стивеном Мизелем. В январе 1993 года журнал Harper’s Bazaar назвал её «Моделью года». В следующем месяце Макменами появилась на мероприятии фонда amfAR (посвящённого борьбе со СПИДом) с шестью красными ленточками, нарисованными у неё на спине, где она была ведущей совместно с Леанзой Корнетт. В том же году она снялась для рекламы модного бренда Calvin Klein.
В октябре 1994 года Макменами была одной из нескольких моделей, которые появились на обложке юбилейного выпуска Vogue Italia. В следующем году она закрывала весенне-летний показ модного дома Versace — в свадебном платье. После этого она снялась в рекламной кампании для этой коллекции вместе с моделью Надей Ауэрманн и музыкантом Элтоном Джоном. В 1995 году Макменами также снялась с Элтоном Джоном для апрельского выпуска журнала Interview. В том же месяце она появилась на обложке Vogue. Также ей была посвящена глава в книге «The Beauty Trip», выпущенной в том же году.
В следующем году Макменами стала звездой рекламной кампании Absolut Vodka, фотосессия для которой проходила в Швеции. Также в 1996 году она позировала обнажённой со словом «Versace», написанным на её груди и ягодицах для серии фотографий, которые были сделаны Теллером, позже они были опубликованы в немецком журнале Süddeutsche Zeitung Magazin. Кроме того, она появилась в знаменитом Календаре Пирелли, фотографии для которого делал Линдберг. Помимо этого, Макменами фигурировала в книге Линдберга «10 Women» того же года.
Макменами иногда сравнивали с супермоделью Линдой Евангелистой из-за некоторых общих черт: карьеры обеих моделей получили резкий импульс после того, как они обе кардинально изменили свою внешность, благодаря чему их обеих считали «хамелеонами». Они обе были музами Лагерфельда и Джанни Версаче, а также Линдберга и Мейзеля, с которыми они часто сотрудничали. Несмотря на их внешнее сходство, ходили слухи, что модели не ладили между собой. Тем не менее, они позировали вместе в нескольких фотосессиях и двух рекламных кампаниях для Versace.
В 1997 году Макменами появился в рекламе осенне-зимних коллекций Versace и Armani. Также она была представлена в книге «Fashion: Photography of the Nineties» в серии фотографий, которые были сделаны Теллером. После этого, в 1998 году, она решила отойти от модельного бизнеса, чтобы сосредоточиться на семье. Несмотря на это, впоследствии Макменами изредка участвовала в модных показах.

## Личная жизнь
В начале 1990-х Макменами находилась в романтических отношениях с Хьюбертом Букобзой, владельцем Парижского ночного клуба Les Bains Douches. В 1994 году у них родилась дочь, Лили Макменами. После того как их отношения подошли к концу, девушка начала встречаться с английским фэшн-фотографом Майлзом Олдриджем, с которым она познакомилась на фотосессии для журнала W Magazine. В 1997 году они поженились. Дизайн её свадебного платья был разработан Карлом Лагерфельдом, который был её посажёным отцом. Также на церемонии бракосочетания на ней был надет головной убор, созданный модельером Филиппом Трейси. Одной из подружек невесты была супермодель Наоми Кэмпбелл. В этом браке у Макменами родились двое сыновей. Впоследствии дочь Макменами Лили сама стала фотомоделью.
Макменами подала на развод в апреле 2013 года после 16 лет брака. В том же году она начала встречаться с арт-дилером Ивором Бракой. В июне 2016 года Макменами и Брака поженились.